# Externe Qualitätskontrolle
Als Externe Qualitätskontrolle wird ein Verfahren im Bereich der Wirtschaftsprüfung bezeichnet, das der Überprüfung der Qualitätssicherungssysteme von Wirtschaftsprüferpraxen dient. Kennzeichnend für die externe Qualitätskontrolle ist, dass sie nicht durch einen Mitarbeiter der zu prüfenden Praxis, sondern durch einen außenstehenden Dritten – also extern – durchgeführt wird. Dies ist auch das wesentliche Abgrenzungskriterium zur internen Nachschau.

## Hintergrund und Zielsetzung

### Internationaler Kontext
Die derzeitige Ausgestaltung des Systems der externen Qualitätskontrolle in Deutschland wird maßgeblich durch internationale und europarechtliche Vorgaben geprägt. Im internationalen Kontext sind hier insbesondere die Normen der International Federation of Accountants (IFAC), dem weltweiten Berufsverband der wirtschaftsprüfenden Berufsstände, zu nennen. Auf europäischer Ebene gibt die EU-Kommission in der modernisierten 8. EU-Richtlinie (sog. Abschlussprüferrichtlinie) vor, welche Mindestanforderungen die Qualitätskontrollsysteme in den Mitgliedstaaten der Europäischen Union zu erfüllen haben.
Die nationalen Gesetzgeber können den Anforderungen der 8. EU-Richtlinie durch zwei grundlegend unterschiedliche Ausgestaltungsalternativen eines Systems der externen Qualitätskontrolle begegnen: Einerseits kann die Qualitätskontrolle durch eine Behörde oder eine staatlich beauftragte Stelle durchgeführt werden; man spricht dann von einem Monitoring-Verfahren. Eine solche Situation ist z. B. in Großbritannien, den Niederlanden oder Italien gegeben. Alternativ kann mit der externen Qualitätskontrolle ein Mitglied des Berufsstands der Wirtschaftsprüfer beauftragt werden; ein solches Verfahren wird als Peer-Review (dt. etwa „Nachschau durch Gleiche“) bezeichnet. Peer-Review-Systeme sind z. B. in Frankreich, Dänemark oder Österreich etabliert. Auch abseits der Europäischen Union findet das Monitoring-Verfahren Anwendung (bspw. in den USA, wo eine gänzliche Abkehr vom Peer-Review erfolgte).
Das deutsche System wurde ursprünglich als Peer-Review-Verfahren konzipiert, erfuhr jedoch durch mehrere Gesetzesnovellen eine Weiterentwicklung. Inzwischen wird häufig von einem „Peer-Review mit Monitoring-Elementen“ gesprochen, da seit dem Inkrafttreten des Abschlussprüferaufsichtsgesetzes (APAG) im Jahr 2004 die letztinstanzliche Zuständigkeit in Fragen der externen Qualitätskontrolle bei der berufsstandsunabhängigen Abschlussprüferaufsichtskommission (APAK) liegt. Der Begriff bringt zum Ausdruck, dass das deutsche System inzwischen eine Mischung aus diesen beiden Reinformen darstellt.

### Bedeutung der Qualität von Wirtschaftsprüferleistungen
Für den Berufsstand der Wirtschaftsprüfer ist es von besonderer Bedeutung, dass seiner Arbeit seitens der Öffentlichkeit Vertrauen entgegengebracht wird. Insbesondere anhand der Vorbehaltsaufgabe von Wirtschaftsprüfern, gesetzlich vorgeschriebene Abschlussprüfungen durchführen zu dürfen, wird dies deutlich: Der Bestätigungsvermerk des Abschlussprüfers ist für die Entscheidungen der Stakeholder der geprüften Unternehmen von entscheidender Bedeutung. So nehmen z. B. (potenzielle) Aktionäre ihre Investmententscheidungen hauptsächlich auf Basis der durch ein Unternehmen veröffentlichten Rechnungslegungsinformationen vor. Diese Informationen werden jedoch erst durch ihre Überprüfung durch einen Abschlussprüfer verlässlich. Können die Investoren nicht davon ausgehen, dass der Abschlussprüfer unabhängig prüft, verliert dessen Urteil seinen Wert.
Vor diesem Hintergrund besteht das erklärte Ziel der externen Qualitätskontrolle darin, eine qualitativ hochwertige Berufsausübung durch die Wirtschaftsprüfer sicherzustellen und damit die Funktionsfähigkeit der Kapitalmärkte zu stärken.

## Normierung und Anwendungsbereich
Die Einführung einer externen Qualitätskontrolle im Berufsstand der Wirtschaftsprüfer geht auf das Wirtschaftsprüferordnungs-Änderungsgesetz (WPOÄG) aus dem Jahr 2000 zurück. Jeder Wirtschaftsprüfer, der weiterhin gesetzlich vorgeschriebene Abschlussprüfungen durchführen wollte, war durch dieses Gesetz gezwungen, sich einer externen Qualitätskontrolle zu unterziehen. So weit er Abschlussprüfungen von börsennotierten Unternehmen vornahm, musste er dies bis spätestens zum Ende des Jahres 2002 tun. Für Berufsangehörige, die nur bei nicht-börsennotierten Unternehmen Abschlussprüfungen durchführten, endete die Frist erst mit dem Ende des Jahres 2005. Nach der ersten Qualitätskontrolle musste eine solche bislang spätestens alle drei Jahre wiederholt werden. Durch das Inkrafttreten des Berufsaufsichtsreformgesetzes (BARefG) am 6. September 2007 wurde dieser Zyklus für Wirtschaftsprüfer, die keine Abschlussprüfungen von Unternehmen des öffentlichen Interesses i. S. d. § 319a Handelsgesetzbuch (HGB) durchführen, auf sechs Jahre verlängert.

## Organisation des Qualitätskontrollverfahrens
An der Abwicklung externer Qualitätskontrollen sind in Deutschland verschiedene Instanzen beteiligt.

### Prüfer für Qualitätskontrolle (PfQK)
Externe Qualitätskontrollen durchzuführen ist ausschließlich registrierten PfQK erlaubt. PfQK können Wirtschaftsprüfer, Wirtschaftsprüfungsgesellschaften, vereidigte Buchprüfer und Buchprüfungsgesellschaften sein. Die letzteren beiden sind als PfQK jedoch auf die Durchführung von Qualitätskontrollen bei vereidigten Buchprüfern und Buchprüfungsgesellschaften beschränkt.
Die Registrierung der PfQK wird durch die WPK und dort speziell durch die Kommission für Qualitätskontrolle (KfQK, siehe unten) vorgenommen. Um als PfQK registriert zu werden, muss ein Berufsangehöriger nach § 57a Abs. 3 Satz 2–4 WPO die folgenden vier Voraussetzungen erfüllen:
- Er muss seit mindestens drei Jahren als Wirtschaftsprüfer oder vereidigter Buchprüfer bestellt und im Bereich der Abschlussprüfung tätig gewesen sein. Hierunter werden sämtliche mit der Durchführung von Abschlussprüfungen in Verbindung stehende Tätigkeiten verstanden, also z. B. auch Facharbeit oder die Durchführung auftragsbezogener Qualitätssicherungen im Rahmen der internen Qualitätssicherung.
- Er muss Kenntnisse in der internen Qualitätssicherung von Wirtschaftsprüferpraxen nachweisen. Diese Anforderung kann durch die Teilnahme an einem mindestens 16 Unterrichtseinheiten umfassenden Schulungskurs erfüllt werden.
- Er darf in den fünf Jahren vor seinem Antrag auf Registrierung als PfQK nicht wegen einer Berufspflichtverletzung durch ein Berufsgericht verurteilt worden sein (siehe auch Berufsaufsicht).
- Er muss sich bereits selbst erfolgreich einer externen Qualitätskontrolle unterzogen haben.

Wirtschaftsprüfungsgesellschaften und Buchprüfungsgesellschaften werden als PfQK registriert, wenn die genannten Voraussetzungen mindestens durch ein Vorstandsmitglied, einen Geschäftsführer, einen persönlich haftenden Gesellschafter oder einen Partner der Gesellschaft erfüllt werden. Die Pflicht, sich bereits selbst erfolgreich einer externen Qualitätskontrolle unterzogen haben zu müssen, trifft dann anstelle der Einzelperson die Berufsgesellschaft. Auch nach seiner Registrierung muss sich der PfQK regelmäßig durch spezielle Schulungen zur Qualitätssicherung fortbilden.
Die Aufgaben des PfQK sind:
- Die Durchführung externer Qualitätskontrollen;
- nach Abschluss einer Qualitätskontrolle die Anfertigung eines Qualitätskontrollberichts, der auch ein Prüfungsurteil beinhalten muss;
- die unverzügliche Zusendung des Qualitätskontrollberichts an die KfQK.

### Kommission für Qualitätskontrolle (KfQK)
Grundsätzlich obliegt die Aufgabe, ein System der externen Qualitätskontrolle zu betreiben, der WPK. Vor diesem Hintergrund wurde die KfQK als eigenständiges Organ der WPK eingerichtet, um sämtliche Aufgaben im Zusammenhang mit Qualitätskontrollen abzuarbeiten. Die KfQK hat mindestens neun Mitglieder, die selbst als PfQK registriert sein müssen. Sie dürfen zudem weder dem Vorstand noch dem Beirat der WPK angehören und sind unabhängig und nicht weisungsgebunden.
In den Aufgabenbereich der KfQK fallen nach § 57e Abs. 1 WPO:
- Die Registrierung der PfQK;
- die Entgegennahme und Auswertung der von den PfQK angefertigten Qualitätskontrollberichte;
- die Erteilung und der Widerruf von Teilnahmebescheinigungen an Wirtschaftsprüferpraxen über das erfolgreiche Absolvieren einer externen Qualitätskontrolle;
- die Erteilung von Auflagen und die Verhängung von Sanktionen, falls im Rahmen einer externen Qualitätskontrolle Mängel am internen Qualitätssicherungssystem der geprüften Praxis festgestellt wurden;
- die Behandlung von Widersprüchen gegen Entscheidungen im Zusammenhang mit einer Qualitätskontrolle;
- die Erteilung von befristeten Ausnahmegenehmigungen, die Wirtschaftsprüferpraxen zur Vermeidung von Härtefällen von der Teilnahme am Qualitätskontrollverfahren freistellen.

Die KfQK verfasst jährlich einen Bericht, in dem sie die Ergebnisse der durchgeführten Qualitätskontrollen in anonymisierter Form veröffentlicht.

### Abschlussprüferaufsichtskommission (APAK)
Siehe Hauptartikel: Abschlussprüferaufsichtskommission
Die APAK führt eine öffentliche fachbezogene Aufsicht über die WPK und damit auch über das System der externen Qualitätskontrolle. Darüber hinaus hat der Gesetzgeber der APAK in § 57f WPO die Aufgabe übertragen, jährlich eine Einschätzung über Angemessenheit und Funktionsfähigkeit des durch den Berufsstand betriebenen Qualitätskontrollverfahrens sowie Empfehlungen zu dessen Weiterentwicklung und Verbesserung abzugeben.

## Durchführung
Da es sich bei der externen Qualitätskontrolle um eine betriebswirtschaftliche Prüfung i. S. d. § 2 Abs. 1 WPO handelt, kommen neben den speziellen Vorschriften zur Durchführung externer Qualitätskontrollen auch allgemeine fachliche Regeln zur Auftragsplanung, Auftragsdurchführung, Dokumentation und Berichterstattung zur Anwendung.

### Auswahl des PfQK
Für die Auswahl des PfQK hat der Gesetzgeber ein spezielles Verfahren vorgesehen. Eine Wirtschaftsprüferpraxis, die sich einer externen Qualitätskontrolle unterziehen möchte, muss bei der KfQK bis zu drei Vorschläge für mögliche PfQK einreichen. Jedem der Vorschläge ist eine Unabhängigkeitsbestätigung des PfQK beizulegen, deren Inhalt in § 19 der Satzung für Qualitätskontrolle (SfQK) näher bestimmt ist. Die KfQK hat die Möglichkeit, einzelne oder alle eingereichten Vorschläge abzulehnen, wobei insbesondere mangelnde Unabhängigkeit eines vorgeschlagenen Prüfers zu einer Ablehnung führen wird. Lehnt die KfQK alle vorgeschlagenen Prüfer ab, kann die zu prüfende Praxis bis zu drei neue Vorschläge einreichen. Wird mindestens ein Prüfer nicht abgelehnt, kann die zu prüfende Praxis einen der nicht abgelehnten Prüfer mit der Durchführung der externen Qualitätskontrolle beauftragen. Im Zuge des Abschlussprüferaufsichtsreformgesetzes (APAReG), das am 17. Juni 2016 in Kraft getreten ist, kann auch die KfQK einen PfQK bestimmen, wenn auch nach mehrfach eingereichten Vorschlägen kein geeigneter PfQK bestimmt werden kann.
Der PfQK darf diesen Auftrag nur annehmen, wenn keine Ausschlussgründe wie z. B. mangelnde Unabhängigkeit, Besorgnis der Befangenheit oder nicht ausreichende fachliche Kenntnisse oder Erfahrung vorliegen. § 57a Abs. 7 Satz 1 WPO erlaubt die Kündigung eines einmal angenommenen Auftrags zur Durchführung einer externen Qualitätskontrolle nur aus wichtigem Grund. Ein solcher liegt insbesondere dann vor, wenn nach Auftragsannahme Umstände eintreten, die bei Bekanntheit vor Auftragsannahme dazu geführt hätten, dass der Auftrag hätte abgelehnt werden müssen.

### Prüfungsgegenstand
Gegenstand einer externen Qualitätskontrolle ist die Prüfung von Angemessenheit und Wirksamkeit des internen Qualitätssicherungssystems einer Wirtschaftsprüferpraxis. Die Einrichtung und Dokumentation eines solchen ist für alle Wirtschaftsprüfer in Deutschland in § 55b WPO gesetzlich vorgeschrieben. Auch die inhaltlichen Anforderungen an das interne Qualitätssicherungssystem – und damit das Soll-Objekt der externen Qualitätskontrolle – sind normiert. Neben einigen weiteren Vorschriften der WPO und des HGB befassen sich insbesondere die Berufssatzung für Wirtschaftsprüfer/vereidigte Buchprüfer (BS WP/vBP) und die gemeinsame Vorstandsstellungnahme der WPK und des Instituts der Wirtschaftsprüfer in Deutschland e. V. (IDW) „Anforderungen an die Qualitätssicherung in der Wirtschaftsprüferpraxis“ (VO 1/2006) mit der Ausgestaltung des Qualitätssicherungssystems.
Laut VO 1/2006 besteht das interne Qualitätssicherungssystem einer Wirtschaftsprüferpraxis aus drei Säulen:
- Allgemeine Praxisorganisation: Bei der Organisation einer Wirtschaftsprüferpraxis sind in verschiedenen Bereichen besondere Vorkehrungen zur Sicherung einer hohen Prüfungsqualität zu treffen. Im Einzelnen nennt die VO 1/2006 Maßnahmen zur Einhaltung der allgemeinen Berufspflichten, klare Regelungen, wann Prüfungsaufträge angenommen und fortgeführt werden dürfen bzw. wann eine vorzeitige Beendigung erforderlich ist, ein strukturiertes Programm zur Aus- und Fortbildung der Mitarbeiter, die Gesamtplanung aller Aufträge sowie Regelungen zum Umgang mit Beschwerden und Vorwürfen.
- Abwicklung von Prüfungsaufträgen: Werden betriebswirtschaftliche Prüfungen i. S. d. § 2 Abs. 1 WPO durchgeführt, sind neben den Regelungen zur allgemeinen Praxisorganisation weitere spezielle Vorschriften zu beachten. Das interne Qualitätssicherungssystem muss hierfür Regelungen zur Organisation der Auftragsabwicklung, Vorgaben an den mandatsverantwortlichen Wirtschaftsprüfer zur Anleitung seines Prüfungsteams, eine Anleitung für eine strukturierte Einholung etwaig erforderlichen fachlichen Rats (sog. Konsultation), Regelungen zur laufenden Überwachung der Auftragsabwicklung und zur abschließenden Durchsicht der Auftragsergebnisse, Vorschriften für die Durchführung einer auftragsbezogenen Qualitätssicherung (bestehend aus Berichtskritik und auftragsbegleitender Qualitätssicherung), Vorgaben für die Lösung von Meinungsverschiedenheiten sowie Regelungen zur Dokumentation der Auftragsabwicklung und Archivierung der Arbeitspapiere vorsehen.
- Interne Nachschau: Über die beiden vorgenannten Bereiche erstreckt sich die interne Nachschau. Ihr Prüfungsgegenstand ist im Wesentlichen identisch mit dem der externen Qualitätskontrolle, lediglich ist die ausführende Person kein außen stehender Prüfer, sondern ein Mitarbeiter der Wirtschaftsprüferpraxis selbst. Für die Durchführung der Nachschau einer Auftragsabwicklung dürfen aus Unabhängigkeitserwägungen heraus nur solche Mitarbeiter eingesetzt werden, die an dieser selbst nicht beteiligt gewesen sind. Kleinen Wirtschaftsprüferpraxen wird die Möglichkeit eingeräumt, die Nachschau der Auftragsabwicklung im Rahmen einer Selbstvergewisserung durchzuführen. Der Wirtschaftsprüfer sieht dabei die Auftragsdokumentation mit einem gewissen zeitlichen Abstand zur Prüfungsdurchführung noch einmal durch und stellt sicher, dass sämtliche Vorschriften zur Qualitätssicherung eingehalten wurden. Voraussetzung für diese Form der Nachschau ist, dass es sich nicht um einen Auftrag zur Prüfung eines Unternehmens des öffentlichen Interesses i. S. d. § 319a HGB handelt.